# Потимков, Сергей Юрьевич
Сергей Юрьевич Потимков (укр. Сергій Юрійович Потімков; 11 декабря 1954, Харьков — 27 мая 2025, Ганновер, Германия) — украинский политик. Народный депутат Украины 3-го и 5-го созывов. Член Президиума Политсовета Партии свободных демократов.

## Биография
Родился 11 декабря 1954 года в Харькове.
Скончался 27 мая 2025 года в Германии.
Прощание с Сергеем Потимковым прошло 7 июня в 13.00 на 13 кладбище Харькова.

### Образование
С 1972 по 1977 год учился в Харьковском государственном университете по специальности преподаватель английского языка и литературы.

## Семья
- Отец — Потимков Юрий Степанович.
- Мать — Ключникова Светлана Ильинична.
- Жена — Потимкова Лариса Оганесовна.
- Дочь — Потимкова Карина Сергеевна.

## Карьера
1977—1979 гг. — военный переводчик, Республика Уганда.
1979—1982 гг. — преподаватель английского языка в Харьковском государственном институте культуры.
1982—1984 гг. — военный переводчик, Эфиопия.
1984 — преподаватель английского языка факультета иностранных языков в Харьковском государственном университете.
1986 — радио- и тележурналист.
1990 — главный редактор АТВ-1.
1991 — главный редактор студии «Плюс семь».
1991—1994 гг . — депутат Харьковского областного совета.
Апрель 2005 года — избран депутатом Харьковского городского совета.
Являлся членом Политсовета политической партии «Яблоко» и членом партии ВО «Батькивщина».
Был ведущим популярной публицистической программы «Комендантский час», которая выходила на разных харьковских телеканалах и была закрыта в 2007 году.

## Политическая деятельность
Народный депутат Украины 3-го созыва с 12 мая 1998 года по 14 мая 2002 года по избирательному округу № 170 Харьковской области, выдвинут избирательным блоком Социалистической партии Украины и Крестьянской партии Украины «За правду, за народ, за Украину!». На время выборов — главный редактор студии «Плюс семь», беспартийный.
Член фракции СПУ — май 1998 года по январь 2000 года, внефракционный январь — сентябрь 2000 года.
Член фракции «Яблоко» с сентября 2000 года.
Член Комитета по свободе слова и информации с июля 1998 года.
Народный депутат Украины 5-го созыва с 25 мая 2006 года по 23 ноября 2007 года от «Блока Юлии Тимошенко» , № 109 в списке. На время выборов — продюсер ООО «Борея», член партии ВО «Батькивщина».
Член фракции «Блок Юлии Тимошенко» с 25 мая 2006 года.
Председатель подкомитета по свободе слова и свободного доступа граждан к информации Комитета по свободе слова и информации с 19 июля 2006 года.
Сентябрь 2007 года — кандидат в народные депутаты Украины от Партии свободных демократов , № 11 в списке. На время выборов — народный депутат Украины. Член ПСД.

## Награды и премии
- Заслуженный журналист Украины (20 января 2006)[6].